# Benito Jacovitti
Benito Franco Giuseppe Jacovitti (Termoli, 9 de marzo de 1923 – Roma, 3 de diciembre de 1997) fue un dibujante de cómics italiano. Sus personajes vivían historias cargadas de humor surrealista. Entre ellos cabe destacar a "Cocobill" ("Cocco Bill"), con el que Jacovitti parodia el género del Western. Otros personajes que creó fueron: "Zorry Kid", "Pippo, Pertica y Palla", "Jack Mandolino y Popcorn", "Gamba di quaglia" ("Pata de codorniz") y "Giacinto il corsario dipinto" ("Jacinto el corsario pintado", que sería como decir Ptolomeo, el corsario de tebeo), etc. 
Su estilo ha influido en el de otros grandes dibujantes de cómics, como el español Francisco Ibáñez.

## Ediciones en español
- En España, algunas de las historietas de sus series "El gran Pepe" y "El mundo está loco" pudieron verse en la revista "Totem" desde 1977.

- La editorial Buru Lan publicó las historietas de Cocobill y Zorrykid en la primera mitad de los  años 70, con impresión de Heraclio Fournier, en la colección "Héroes de papel".